# 경주 문성왕릉
경주 문성왕릉(慶州 文聖王陵)은 대한민국 경상북도 경주시 서악동에 있는 신라 문성왕의 무덤이다. 1969년 8월 27일 대한민국의 사적 제178호 신라진지문성왕릉로 지정되었다가, 2011년 7월 28일 고분의 역사성과 특성을 고려하여 대한민국의 사적 제518호로 재지정되었다.

## 개요
일제시대 고적으로 관리하여 오던 것을 1963년 사적으로 일괄 지정하였으며, 2011년 진지왕릉과 분리하여 재지정하였다.
문성왕은 신무왕의 아들로 신라의 쇠퇴기에 재위하였으나 청해진대사 장보고의 난을 평정하고 혈구진을 설치하여 지방 세력에 대한 통제를 강화하는 한편 임해전을 크게 보수하였다.
봉분에는 호석이나 상석 등이 존재하지 않으며, 남측에 1기의 표석이 설치되어 있고, 그 아래로 문화재안내판이 설치되어 있다. 봉분 주변은 소나무로 둘러싸여 있다.

## 같이 보기
- 문성왕

## 참고 자료
- 경주 문성왕릉 - 국가유산청 국가유산포털